# Карен Найберг
Карен Луджин Найберг (англ. Karen LuJean Nyberg; 7 жовтня 1969, Паркерс-Прері) — американська жінка-астронавт, учасниця експедиції STS-124. У складі екіпажу «Союзу ТМА-09М», здійснила політ до міжнародної космічної станції з 29 травня по 11 листопада 2013 року.

## Освіта
Карен народилася у 1969 році в місті Вайнінг, штату Міннесота, початкову освіту отримала в цьому ж місті, у 1994 році закінчила Університет Північної Дакоти за спеціальністю «машинобудування» зі ступенем бакалавра, у 1996 році отримала ступінь магістра природничих наук в Університеті штату Техас в Остіні і в 1998 році в цьому ж університеті отримала ступінь доктора філософії.

## Кар'єра в НАСА

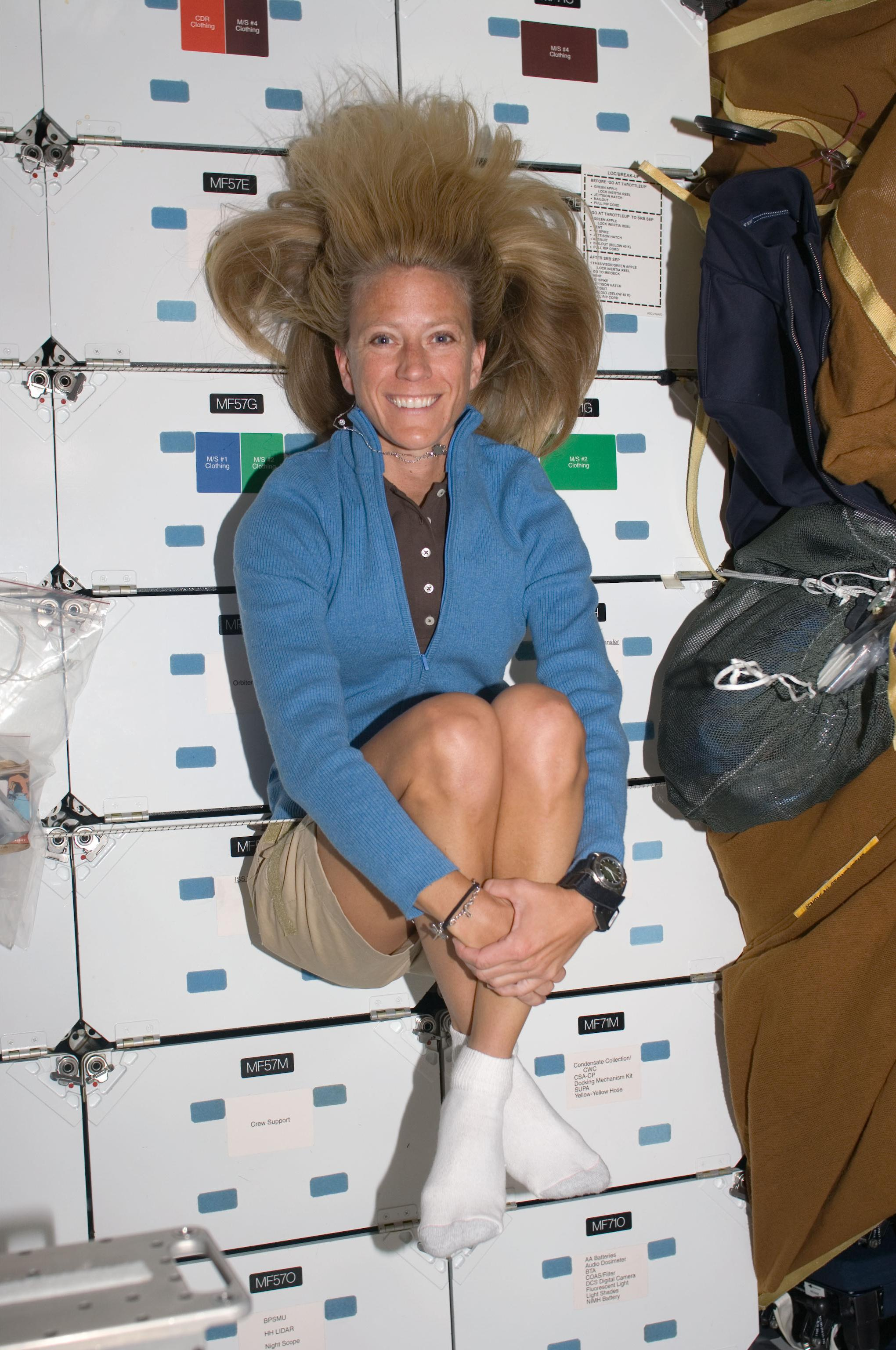
Карен Найберг на борту шаттла «Дискавері» в 2008 році.

У 1998 році працювала інженером системи контролю впливу навколишнього середовища Crew and Thermal Systems Division, проєкт Космічного центру Джонсона (м. Х'юстон). Працювала головним чином над удосконаленням системи теплового контролю скафандру, а також над розрахунками, пов'язаними з системою охолодження захисного одягу для пожежників. Крім того, брала участь в роботі над розрахунками розподілу повітряних потоків у модулі TransHab, в координуванні і спостереженнях за розробкою системи життєзабезпечення спускового апарата X-38, над дизайном системи термоконтролю для марсіанської і місячної програм та іншими проєктами центру.
У липні 2000 року була обрана NASA в якості спеціаліста місії (MS) і в серпні розпочала тренування. Після двох років тренувань була допущена до складу екіпажу підтримки (Crew Support Astronaut) у відділення управління станції відділу астронавтів (Astronaut Office Station Operations Branch) «Експедиції 6». Потім вона працювала у відділі космічних човників (Space Shuttle Branch) та у відділі досліджень.

## Космічні польоти
У травні 2008 року здійснила свій перший політ у космос у складі експедиції STS-124, провівши в космосі понад 13 днів.
Стартувала вдруге в космос 29 травня 2013 року на космічному кораблі «Союз ТМА-09М» разом з Федором Юрчихіним (Росія) і Лука Пармітано (Італія) . Вже менш ніж через 6 годин корабель пристикувався до МКС. Пробула в космосі понад 166 діб. 11 листопада 2013 року разом з екіпажем повернулася на землю; космічний корабель «Союз ТМА-09М» здійснив посадку в казахстанському степу.

## Після польотів
Карен працює в НАСА у відділі космічних човників, у відділі досліджень і очолює відділ робототехніки.

## Особисте життя
Чоловік — Даглас Джеральд Херлі, астронавт НАСА. Одна дитина. Захоплення: мистецтво, біг, волейбол, шиття, піший туризм, піаніно і проведення часу зі своїми трьома собаками.